# Iglesia de Kântur
La iglesia de Kântur (en persa: کلیسای کانتور‎, romanizado: kalisâye Kântur), también conocida como la iglesia del campanario (en persa: برج ناقوس‎, romanizado: borch nâgús), es una iglesia ubicada en Qazvín (Irán). Esta iglesia, construida durante la ocupación soviética de Irán en la Segunda Guerra Mundial, se erige como un testimonio de la influencia de la comunidad rusa en la región y refleja la mezcla de culturas en un contexto histórico único. Su construcción se inició para satisfacer las necesidades de los especialistas rusos que trabajaban en la primera carretera del país, la ruta Anzali-Teherán, y fue financiada por una empresa rusa de construcción de carreteras.
El diseño arquitectónico de la iglesia presenta características distintivas que la hacen resaltar entre otras estructuras religiosas de la región, como el diseño en forma de cruz, que es común en muchas iglesias. El altar está orientado hacia el este, y la iglesia incluye una nave central y un ábside semicircular cubierto por una cúpula, lo que es típico de la arquitectura ortodoxa.

## Historia
La construcción de la iglesia se llevó a cabo en el contexto de la ocupación rusa, que tuvo lugar durante la primera mitad del siglo XX. El área conocida como Kântur fue un centro administrativo ruso durante este periodo, lo que facilitó la edificación de la iglesia por una empresa de construcción de caminos. La iglesia fue oficialmente consagrada en 1905 y sirvió como un lugar de culto para los trabajadores rusos que vivían en la zona. Además, se ha documentado que el patio de la iglesia alberga las tumbas de un piloto ruso y un ingeniero que fallecieron en accidentes durante la guerra.

## Arquitectura y diseño

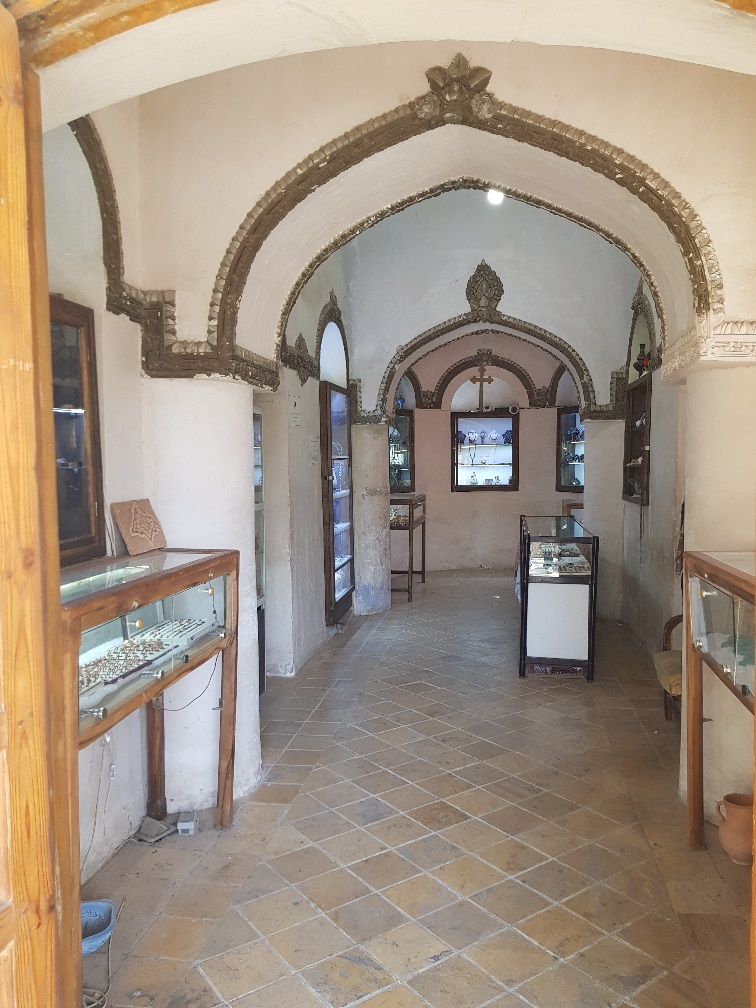
Interior de la iglesia

La planta de la iglesia es tetragonal y cuenta con dos cúpulas: una de mayor tamaño en el centro de la sala de oración y otra más pequeña sobre el altar. La fachada está construida principalmente de ladrillo rojo, adornada con ladrillos vidriados y detalles geométricos, lo que le otorga un estilo único dentro de la provincia de Qazvín. La entrada de la iglesia, situada en el lado occidental, incluye un pequeño pórtico elevado con un arco de medio punto que conduce al interior.
El campanario, que se alza a aproximadamente once metros de altura, es uno de los elementos más destacados de la estructura. En el interior, la nave presenta una cúpula central y los espacios adyacentes cuentan con techos planos, lo que proporciona una atmósfera de reverencia y solemnidad. Además, la iglesia tiene un techo a dos aguas sostenido por columnas de madera en las esquinas exteriores, contribuyendo a su belleza arquitectónica.

## Función religiosa y comunitaria
A lo largo de su historia, la iglesia ha desempeñado un papel significativo en la vida religiosa de la comunidad rusa en Irán. Actuó como un centro de culto y reunión para los rusos que residían en la región durante el siglo XX. Su relevancia cultural no se limita a su función religiosa; también es un símbolo del patrimonio ortodoxo en Irán, evidenciando la presencia y la influencia de la comunidad rusa en la región.

## Restauraciones
Con el paso de los años, la iglesia ha experimentado diversas restauraciones para preservar su estructura y características originales. Estos esfuerzos han sido esenciales para mantener su condición y permitir que continúe funcionando como un lugar de culto.

## Relevancia cultural y nacional
La iglesia es considerada un patrimonio cultural de Irán y un testimonio de la diversidad religiosa en el país. Su historia, arquitectura y funciones han permitido que se mantenga como un punto de referencia significativo en la región, simbolizando el diálogo entre diferentes culturas y tradiciones.